# Jim Hunt
James Baxter Hunt Jr. (Greensboro, 16 maggio 1937) è un politico statunitense, per due volte Governatore della Carolina del Nord, dal 1977 al 1985 e nuovamente dal 1993 al 2001.